# 의식 (심리철학)

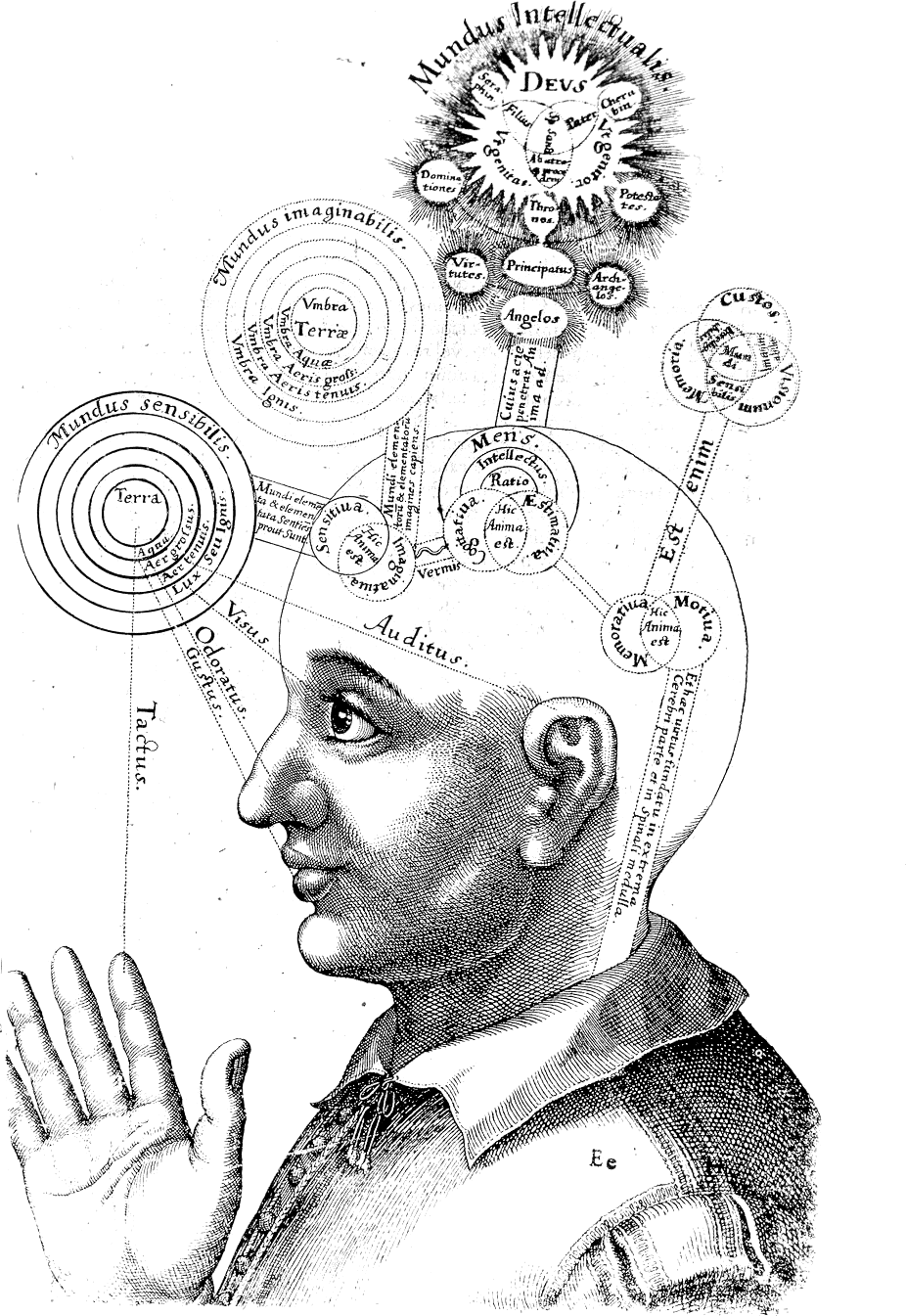
17세기의 의식의 표현.

의식(意識, consciousness)은 가장 단순하게는 내적·외적 존재에 대한 알아차림(자각)을 의미한다. 그러나 의식의 정확한 정의와 본질에 대해서는 철학자, 과학자, 신학자들 사이에서 수천 년 동안 논의가 이루어지고 있다. 의식에 대해 무엇을 연구하고 고려해야 할지에 대한 의견 역시 다양하다. 일각에서는 의식을 마음(mind)과 동일시하기도 하고, 때로는 마음의 일부로 간주하기도 한다. 과거에는 의식을 개인의 내면 세계로, 자기 성찰, 사적인 생각, 상상력, 의지의 영역으로 이해했었다. 그러나 오늘날에는 인지, 경험, 감정, 지각 등 다양한 정신 활동을 포함하는 것으로 그 정의가 확장되었다. 의식은 단순한 자각(awareness)일 수도 있고, 자각의 자각(awareness of awareness), 초인지(metacognition), 자기 인식(self-awareness)일 수도 있으며, 이러한 상태는 지속적으로 변화할 수도, 변화하지 않을 수도 있다. 이처럼 다양한 의견이 제기되고 있는 원인이, 질문이 올바르게 제기되지 않았기 때문이라는 의견 또한 있다.
의식을 설명하거나 정의하는 방식은 매우 다양하다. 일례로 다음과 같은 요소들로 의식을 설명하기도 한다.
- 자신과 환경을 구분하는 질서 있는 인식
- 단순한 각성 상태
- 내면을 들여다보는 방식으로 탐구되는 자아감 또는 영혼
- 비유적으로 흐르는 의식의 흐름(stream of consciousness)
- 뇌에서 발생하는 정신 상태, 정신 사건, 정신 과정

## 어원
의식(意識, मनोविज्ञान) 본래 불교 용어로, 의(意, mano)와 식(識, vijñāna)이 결합된 단어로, 육식(六識) 중 하나를 의미한다. 이것이 후에 'consciousness'의 번역어로 사용되기 시작한 것이다.

## 정의
의식이라는 용어에는 약 40가지의 다양한 의미가 있으며, 이는 기능과 경험에 따라 분류할 수 있다. 그러나 의식에 대한 이론에 독립적이고 모두가 동의할 수 있는 단일한 정의에 도달할 가능성은 요원해 보인다.

현대 사전에서 의식의 정의는 수세기에 걸쳐 발전해왔으며, 내적 자각과 물리적 세계의 지각 간의 구분, 의식과 무의식의 구별, 또는 물리적이지 않은 정신적 존재나 활동이라는 개념 등 논란이 되었던 차이점을 포함하여 다양한 측면을 반영하고 있다. 웹스터 사전 3판 (Webster's Third New International Dictionary) (1966년)에서는 의식을 다음과 같이 정의한다.
1. 내면적 심리적 또는 영적 사실에 대한 인식 또는 지각: 자신의 내면에서 직관적으로 인식한 지식.
2. 외부 대상, 상태 또는 사실에 대한 내면적 인식: 외부 환경에 대한 내적인 자각.
3. 관심 있는 인식: 특정 사안에 대한 관심이나 염려(예: 계급 의식과 같은 수식 명사와 함께 사용).
4. 감각, 감정, 의지, 사고로 특징지어지는 상태나 활동: 가능한 가장 넓은 의미에서의 마음(Mind); 물리적인 것과 구별되는 자연의 일부.
5. 특정 시점 또는 일정 기간 동안 개인이나 집단이 인식하고 있는 감각, 지각, 아이디어, 태도 및 감정의 총체: (의식의 흐름과 비교).
6. 각성 상태: 수면, 혼수, 열병 등에서 깨어나 정신적 능력이 완전히 회복된 상태.
7. 정신분석학에서 자아(Ego)가 즉시 접근할 수 있는 정신 생활의 일부: (전의식 및 무의식과 비교).

케임브리지 영어 사전(Cambridge English Dictionary)에서는 "무언가를 이해하고 깨닫는 상태(the state of understanding and realizing something)"로 정의하고, 옥스퍼드 리빙 사전(Oxford Living Dictionary)에서는 다음의 세 요소로 정의한다.
1. "자신의 주변을 인식하고 반응하는 상태(The state of being aware of and responsive to one's surroundings)"
2. "무언가에 대한 개인의 인식 또는 지각(A person's awareness or perception of something)"
3. "마음이 자신과 세상을 인식하고 있다는 사실(The fact of awareness by the mind of itself and the world)"

## 같이 보기
- 신경과학
- 뇌
- 신경세포
- 생물학
- 심리학
- 신경외과